# Cernețke, Sumî
Cernețke (în ucraineană Чернецьке) este un sat în comuna Kosivșciîna din raionul Sumî, regiunea Sumî, Ucraina.

## Demografie
Componența lingvistică a localității Cernețke
     Ucraineană (86,96%)
     Rusă (13,04%)
Conform recensământului din 2001, majoritatea populației localității Cernețke era vorbitoare de ucraineană (86,96%), existând în minoritate și vorbitori de rusă (13,04%).